# Sylviane Muller
Pour les articles homonymes, voir Muller.
Sylviane Muller née en 1952 est une immunologiste française, directrice de recherche au CNRS et lauréate de la médaille de l'innovation 2015.

## Biographie
Sylviane Muller naît en 1952.
Elle obtient son doctorat en sciences à l'université de Strasbourg, puis est chercheuse à l'institut Max-Planck d'immunobiologie à Fribourg pendant deux ans.
Elle entre au CNRS en 1981.
En 2001, elle prend la tête de l'unité Immunopathologie et chimie thérapeutique du CNRS à l'Institut de Biologie Moléculaire et Cellulaire (IMBC) de Strasbourg,. Elle y étudie la réponse immunitaire et ses dysfonctionnements pour traiter des maladies autoimmunes, tumorales et infectieuses. Avec son équipe, elle y découvre l'effet thérapeutique du peptide P140 sur le lupus. Un candidat médicament, le Lupuzor, est développé à partir de P140.
Mais l’étude-pivot internationale de phase III du Lupuzor débutée en 2015 aux États-Unis et achevée en 2018 n'a pas permis de conclure à l'efficacité de cette molécule,.
Elle est cofondatrice des entreprises Polypeptide France et d'ImmuPharma.
En 2017, elle est finaliste pour le prix de l’inventeur européen dans la catégorie Recherche décerné par l'office européen des brevets.
En 2020, lors de la pandémie de maladie à coronavirus, elle fait partie du Comité analyse recherche et expertise (CARE), réunissant 12 scientifiques et médecins pour conseiller le gouvernement sur les traitements et les tests contre le SARS-CoV-2.

## Prix et distinctions
Elle obtient la médaille d'argent du CNRS en 2009, puis la médaille de l'innovation du CNRS en 2015 pour ses recherches sur le traitement du lupus.
Elle a été nommée chevalier de la Légion d’Honneur en 2010 et promue au grade d’Officier en 2021. En 2016, elle est lauréate du grand prix Léon-Velluz de l'Académie des Sciences.